# ガリレア (競走馬)
ガリレア（スペイン語: Galilea）は、コロンビア産の競走馬（牝馬）である。1984年に中南米国際レースの第17回クラシコ・デル・カリブ（Clásico Internacional del Caribe）に勝利した。このレースで牝馬が勝利したのは前年の1983年に続いて二度目であった。